# Beso de amor verdadero

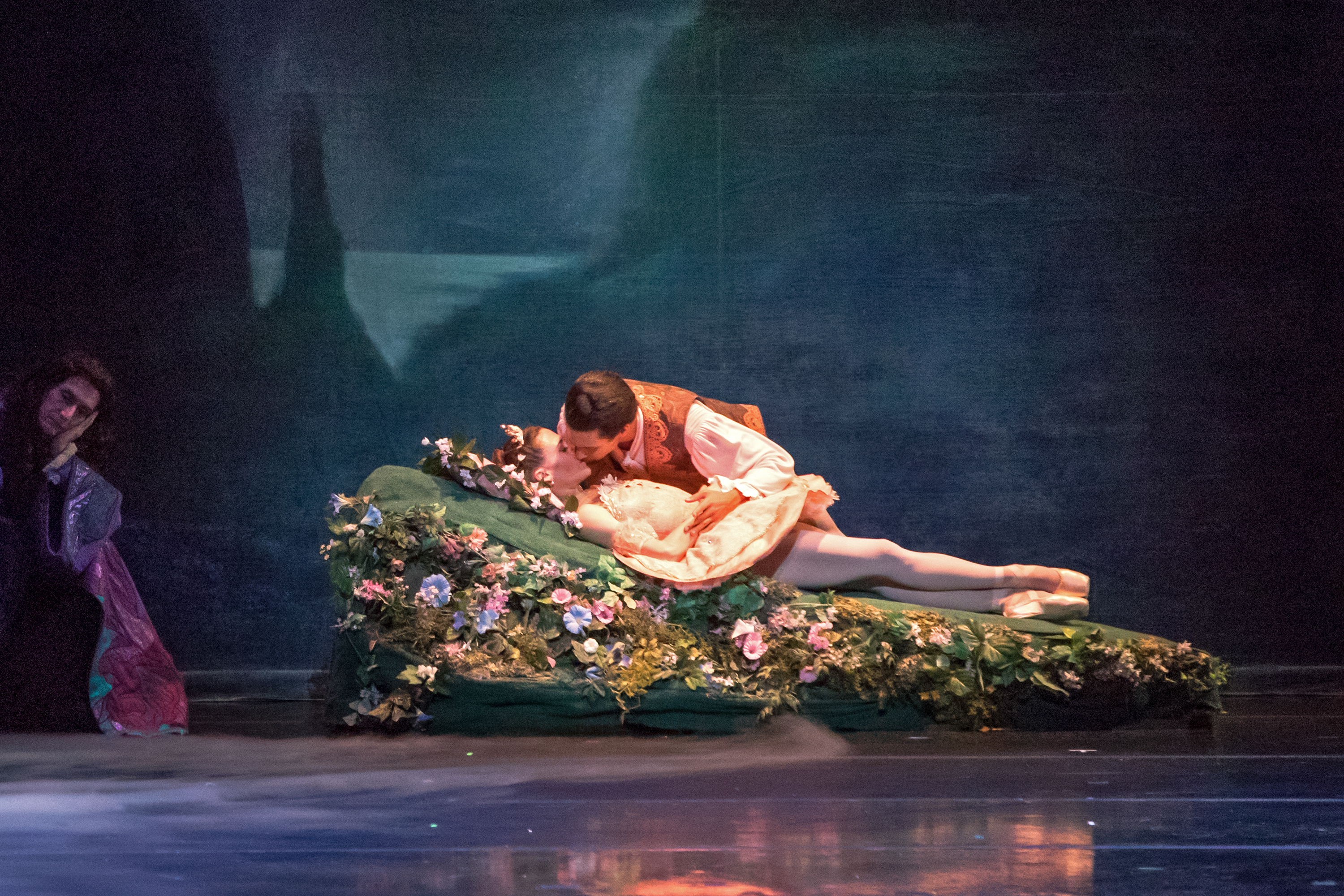
"El beso del verdadero amor" en el ballet La Bella Durmiente.

Dentro de los cuentos de hadas, el beso del verdadero amor es un motivo y un tropo que se usa comúnmente, en el cual un beso de un "amor verdadero" posee poderes mágicos y tiene una importancia significativa.

## Historia
La frase "el beso del amor verdadero" dentro de la narrativa ha sido encontrada ya en el siglo XVI. En la obra Ricardo III de William Shakespeare, el personaje principal usa la frase "Dale el beso de mi verdadero amor" en el acto 4, escena 4.  
En 1812, la colección Cuentos infantiles y domésticos, escrita por los hermanos Grimm, incluía el concepto de un beso mágico de amor verdadero por parte del príncipe para despertar a la princesa de su letargo de 100 años en su adaptación de La Bella Durmiente, Dornröschen (Pequeña rosa de brezo). El cuento de hadas ya estaba presente en la colección Los Cuentos de Mamá Oca, escrita por Charles Perrault en 1697, pero en su versión la princesa se despertaba sola cuando el príncipe se arrodillaba ante ella.
Otro ejemplo temprano de beso de amor verdadero se puede encontrar en el cuento La Verdadera Novia de los hermanos Grimm (Die wahre Braut), en el que la heroína rompe el hechizo sobre su príncipe (a quien una princesa malvada hechizó para que la olvidara) con un beso de amor verdadero.

## En la ficción
El concepto del "beso del amor verdadero" aparece con frecuencia dentro de la fantasía de cuentos de hadas contemporáneos, incluso se encuentra en varias versiones modernas de los cuentos de hadas producidos por Walt Disney Pictures.
- En varias adaptaciones contemporáneas del cuento de Blancanieves, incluida la película animada de Disney de 1937, la maldición del sueño eterno de Blancanieves  (Adriana Caselotti) se rompe con el primer beso de amor del Príncipe Florian (Harry Stockwell), a quien conoció al comienzo de la película.[15]
- En varias adaptaciones contemporáneas del cuento de hadas de La Bella Durmiente, incluida la película animada de Disney de 1959, la maldición del sueño profundo de la Princesa Aurora (y el sueño profundo en todo el reino) se rompe con el beso de amor verdadero del Príncipe Felipe.[16] En el recuento de 2014 de Maléfica, Aurora revive con un beso en la frente de Maléfica (Angelina Jolie), un indicador de su amor maternal por ella.[17]
- En las versiones contemporáneas del cuento de hadas de El príncipe rana, la transformación de la rana en príncipe se desencadena cuando una princesa besa a la rana.[18]
- En las versiones contemporáneas del cuento de La Sirenita, incluida la película animada de Disney de 1989, Ariel debe obtener el beso de amor verdadero del Príncipe Eric para seguir siendo humana y romper el hechizo lanzado por Úrsula, la Bruja del Mar (Pat Carroll).[19]
- En las adaptaciones contemporáneas del cuento de hadas de La Bella y la Bestia, incluida la película animada de Disney, la maldición de la Bestia y su familia se rompe con el beso de amor verdadero de Bella.[20]
- En la franquicia Shrek, el beso de amor verdadero juega un papel integral en las tramas de la historia y tiene el poder de romper maldiciones y hechizos, restaurar a Shrek (Mike Myers) y a la Princesa Fiona (Cameron Diaz) a sus formas de ogro y humana, y revertir realidades alternativas.[21][22]
- En la película de 2007, Encantada, el beso del amor verdadero posee la única magia lo suficientemente poderosa como para romper la maldición de la manzana envenenada.[23] Una de las canciones de la banda sonora de la película también se titula «True Love's Kiss».[24]
- En la serie de libros de 2013 La escuela del bien y el mal y su posterior adaptación cinematográfica, el concepto del beso del amor verdadero juega un papel en la historia como un acertijo central, un poderoso recurso argumental y como un método para revivir a los muertos.[25]
- En la película Charming de 2018, Lenore le devuelve la vida al Príncipe Azul con un beso de amor verdadero.
- En la serie Once Upon a Time, el beso del amor verdadero es un recurso frecuente a lo largo de toda la historia, siendo usado para romper hechizos y maldiciones y no solo por los príncipes y princesas sino también por otros personajes incluidos villanos, por ejemplo: Zelena (Rebecca Mader) comparte el beso de amor verdadero con Hades (Greg Germann), y Dorothy Gale comparte el beso de amor verdadero con Ruby Lucas (Meghan Ory).[26][27]
- En la serie Brujas, el beso de amor verdadero es un recurso mágico usándose inconscientemente por Ada (Monserrat Brugué) para resucitar a su hija Rapunzel (Priscila Espinoza) y por Gabriel (Gabriel González) para despertar a Aurora (Ximena Palomino) de su maldición durmiente.

## Crítica
Durante el siglo XXI, el concepto del "beso del amor verdadero" ha enfrentado algunas críticas debido a las preocupaciones acerca del consentimiento y las representaciones de besar a una persona inconsciente o dormida. Algunos críticos han asociado el tropo del "beso del amor verdadero" con la heteronormatividad y los estereotipos de género tradicionales.